# Bassa del Prat de Llobregat
La bassa del Prat de Llobregat és una bassa en una depressió inundable dins un entorn periurbà. La regeneració ecològica de l'indret ha estat duta a terme per part de l'Ajuntament del Prat de Llobregat. Aquest espai es coneix popularment com la "bassa del Pryca", pel fet de trobar-se a tocar de l'aparcament d'un centre comercial.
Pel que fa a la vegetació, hi ha un bosc de ribera força divers (pollancres, àlbers, salze blanc, etc.) amb nombroses espècies exòtiques (desmai, robínies, etc.). A la bassa hi ha extensos bogars i canyissars, ocupant gran part de la superfície de l'aigua.
A l'espai hi ha poblacions nidificants de cabusset (Tachybaptus ruficollis), ànec coll-verd (Anas platyrhynchos), rascló (Rallus aquaticus) i teixidor (Remiz pendulinus), entre d'altres. És també lloc de repòs per a diversos ocells hivernants, entre els quals destaquen uns centenars d'anàtids. La zona compta també amb una població reintroduïda de tortuga de rierol (Mauremys leprosa). Hi ha també espècies exòtiques introduïdes (tortuga de Florida, etc.).
Es tracta d'un espai molt condicionat per a realitzar-hi visites d'educació ambiental i amb un potencial pedagògic alt. Disposa d'una pantalla d'observació de fauna i d'un itinerari perimetral, gairebé sense senyalitzar. L'expansió de l'aparcament del centre comercial ha malmès gran part de la zona inicialment inclosa a l'inventari. El principal factor que amenaça aquest espai prové del seu total aïllament, en una zona molt humanitzada. Les poblacions naturals de l'entorn van quedant cada cop més lluny, per la progressiva expansió del territori urbanitzat, fent impossible la viabilitat de les poblacions a llarg termini. El soroll intens, per la proximitat de grans vies de circulació i de l'aeroport de Barcelona, és també un factor de fort estrès per a les poblacions animals. Destaca també la presència d'una tanca perimetral no permeable per a la fauna. Una manca de regulació dels visitants, l'abocament de deixalles de tota classe i les fluctuacions en el nivell d'inundació són altres factors negatius que afecten l'espai.